# Mühlberg (Fulda-Haune-Tafelland)

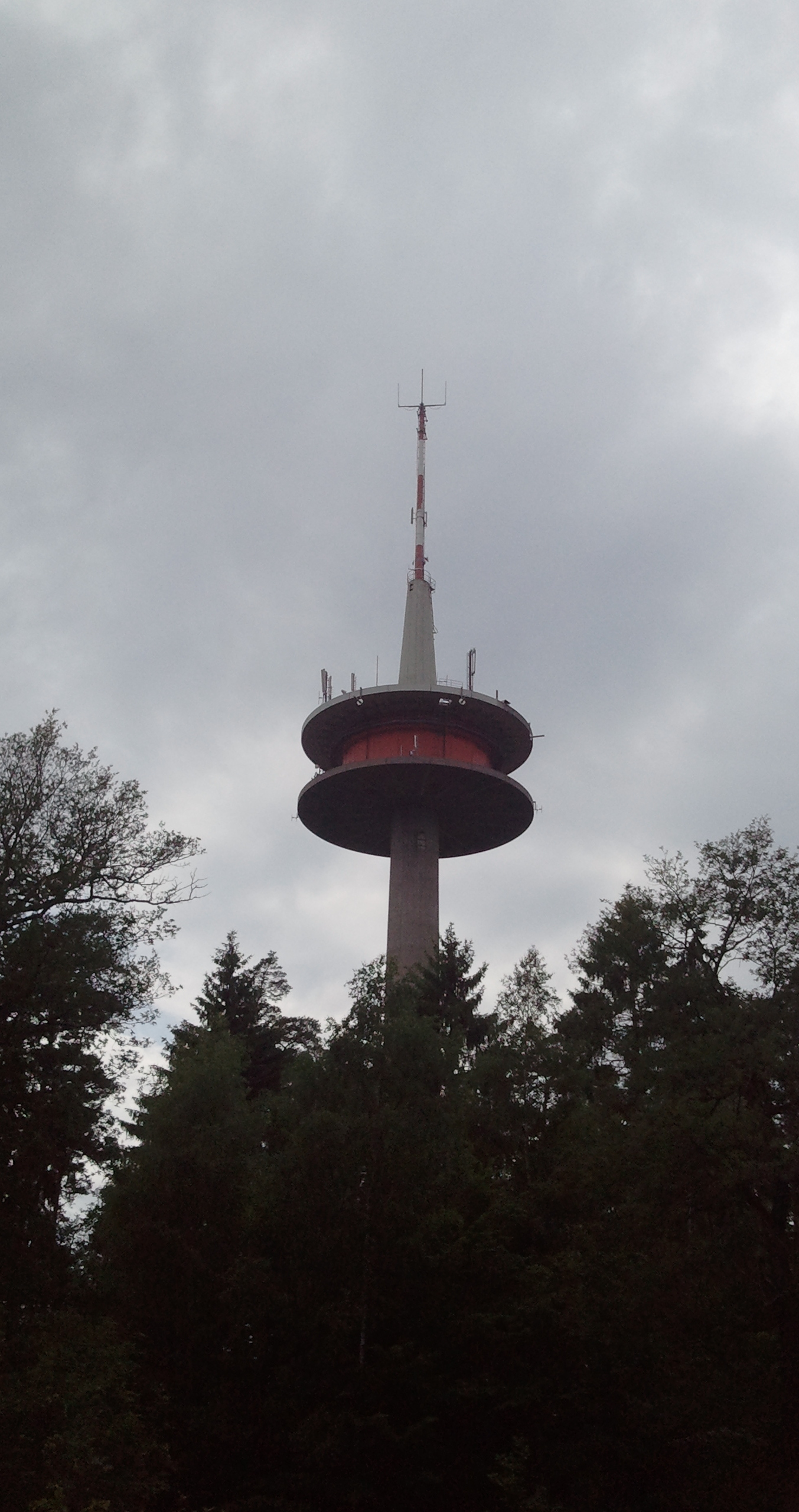
Blick von der A 7 zum Fernmeldeturm Hummelskopf

Der Mühlberg bei Fulda-Dietershan im nordhessischen Landkreis Fulda ist ein 435,2 m ü. NHN hoher Bergrücken des Fulda-Haune-Tafellands. Der Südausläufer des zur Region Osthessen gehörenden Erhebung ist der Hummelskopf (s. u.).

## Geographie

### Lage
Der Mühlberg liegt in den Haune-Hochflächen im Norden des Stadtgebietes von Fulda. Er erhebt sich zwischen den Hünfelder Ortsteilen Michelsrombach, Oberrombach und Oberfeld im Norden, dem Petersberger Ortsteil Marbach im Ostnordosten und den Fuldaer Ortsteilen Dietershan im Südosten, Lehnerz im Südsüdosten, Niesig im Süden, Gläserzell im Südsüdwesten und Kämmerzell im Südwesten.

### Naturräumliche Zuordnung
Der Mühlberg gehört in der naturräumlichen Haupteinheitengruppe Osthessisches Bergland (Nr. 35), in der Haupteinheit Fulda-Haune-Tafelland (355) und in der Untereinheit Haune-Hochflächen (355.3) zum Naturraum Rombach-Hochflächen (355.30), wobei seine Landschaft nach Osten in das zum Naturraum Haunetal (355.31) gehörende Obere Haunetal (355.310), nach Süden in der Haupteinheit Fuldaer Senke (352) in die Untereinheit Fuldaer Becken (352.1) und nach Westen in der Untereinheit Kämmerzell-Hersfelder Fuldatal (355.2) in den Naturraum Kämmerzell-Asbacher Fuldatal (355.20) abfällt.

### Berghöhe und -ausläufer
Die Höhe des 435,2 m hohen Mühlbergs wird meist mit 435 m angegeben, was sich auf die oberste und mit dieser Höhe beschriftete Höhenlinie bezieht, die auf topographischen Karten verzeichnet ist. Darauf ist zudem östlich des Gipfels an einem Abzweig eines Waldwegs von der L 3378 (s. u.) ein trigonometrischer Punkt auf 434 m Höhe eingetragen. Den Südausläufer des Mühlbergs bildet der Hummelskopf mit den auf topographischen Karten befindlichen Höhenangaben 416,6 (nahe Fernmeldeturm Hummelskopf) und, etwa 600 m südlich dieser Stelle, 416,2 m.

## Edelsturm
Auf einem südwestlichen Hangsporn des Mühlbergs steht rund 2,5 km (Luftlinie) vom Gipfel entfernt auf etwa 305 m Höhe der Edelsturm (auch Kämmerzeller Warte genannt; ⊙), der um das Jahr 1400 erbaut wurde. Der aus Naturstein gemauerte Rundturm diente einst als weit außerhalb der Stadtmauer von Fulda stehender Wachturm und ist etwa 10 m hoch. Eine Außenbesichtigung des von landwirtschaftlich genutztem Gebiet umgebenen Turms ist möglich.

## Fernmeldeturm Hummelskopf
Im Übergangsbereich vom Mühlberg zum Hummelskopf steht nahe einer auf 416,6 m Höhe liegenden Waldwegkreuzung der 133 m hohe Fernmeldeturm Hummelskopf (⊙) der Deutschen Funkturm. Der aus Stahlbeton errichtete Turm dient als Antennenträger der Sendeanlage Fulda/Hummelskopf dem Richtfunk und zur Ausstrahlung von digitalem Rundfunk (DAB+) für die Region Fulda.
Etwa 600 m westsüdwestlich des Turms befindet sich der Romansstein.

## Schießstand, Erddeponie, Waldheim
Etwa 1 km (Luftlinie) südsüdöstlich des Fernmeldeturms liegt an der L 3378 (s. u.) das Gelände eines ehemaligen Schießstands (⊙), das aktuell als Erddeponie Lehnerz dient. Nebenan steht an der Straße ein Waldheim des Rhönklubs.

## Verkehr und Wandern
Die gipfelnahen östlichen Hochlagen des Mühlbergs überqueren die Bundesautobahn 7 (zwischen den Anschlussstellen Hünfeld/Schlitz im Norden und Fulda-Nord im Süden) und die Landesstraße 3378 (Michelsrombach–Lehnerz); ein auf der Südostflanke des Bergs nahe der Gipfelregion liegender Autobahnparkplatz (Fahrtrichtung Kassel–Fulda) heißt Hummelskopf. Zum Beispiel an der L 3378 beginnend kann der Berg erwandert werden. Durch die in Richtung Marbach und Dietershan gerichtete Ostflanke des Mühlbergs führt, von der Gipfelregion aus betrachtet jenseits der A 7, der 1991 freigegebene und 7375 m lange Dietershantunnel der Schnellfahrstrecke Hannover–Würzburg.